# Robert-Blum-Denkmal

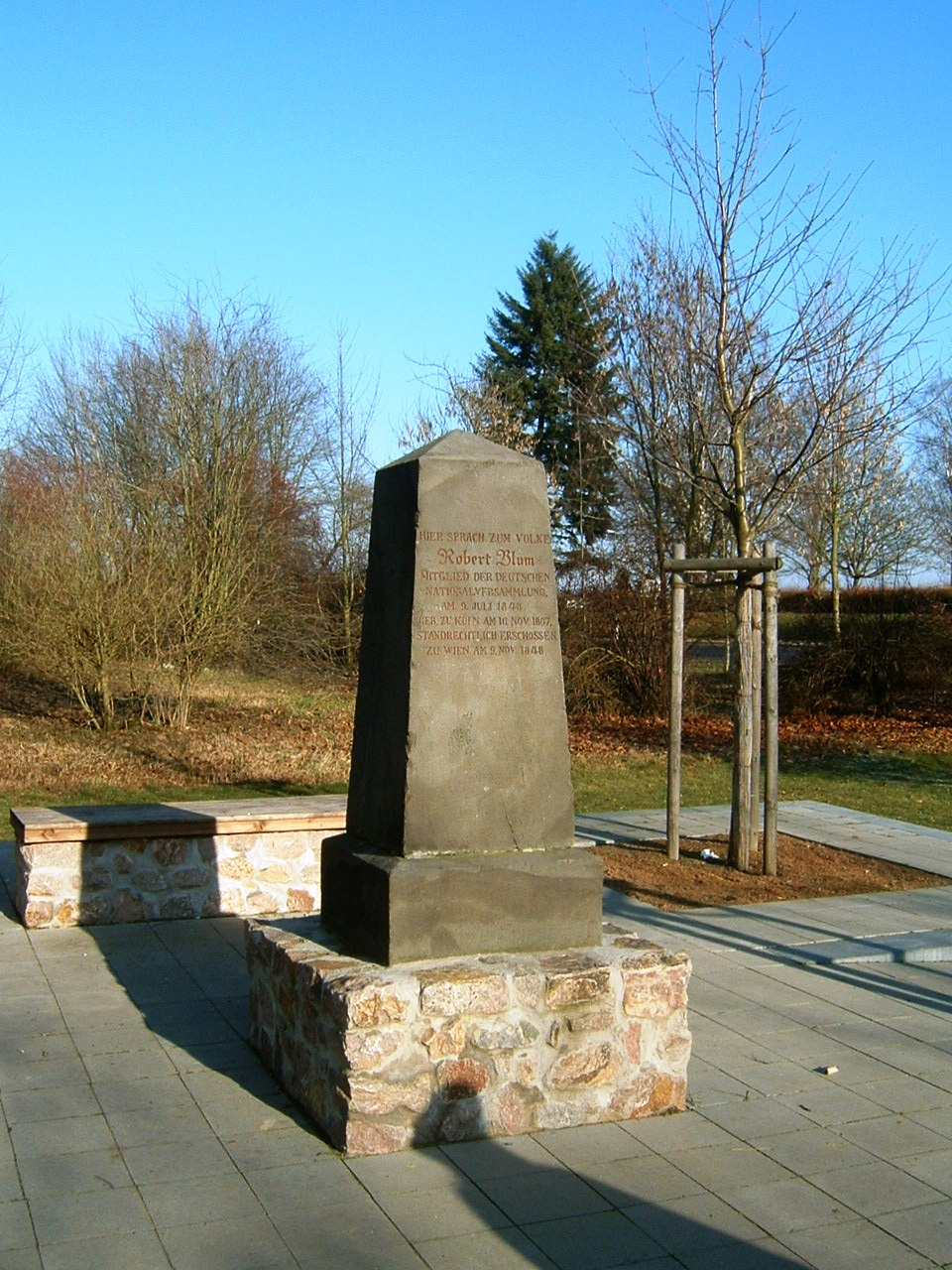
Das Denkmal im Norden von Petterweil

Das Robert-Blum-Denkmal ist ein Gedenkstein im Karbener Ortsteil Petterweil. Er wurde am 9. Juli 1849 in Erinnerung an den ein halbes Jahr zuvor hingerichteten Revolutionär und Abgeordneten der Nationalversammlung Robert Blum auf der Bauchwiese etwas außerhalb des Dorfes an der Verbindungsstraße nach Rodheim vor der Höhe errichtet.

## Geschichte
Das Denkmal ist ein etwa 150 Zentimeter hoher Steinobelisk. An seiner Vorderseite erinnert eine Inschrift an die Wiesenrede Blums, die er am 9. Juli 1848 an dieser Stelle vor einer Volksversammlung gehalten hatte, die der örtliche Pfarrer Heinrich Christian Flick organisiert hatte. Es war die letzte vor seiner Hinrichtung. 1852 musste der Gedenkstein auf staatliche Verordnung hin entfernt werden. Die Dorfbevölkerung vergrub ihn zum Schutz. Am 10. November 1895 erhielt man die Genehmigung den Stein wieder aufzustellen, was in einer feierlichen Zeremonie dann auch geschah. 
Das Gelände trägt den Namen Robert-Blum-Anlage und besteht aus einem kleinen Park mit Spielplatz und dem Denkmal zur 1200-Jahr-Feier Petterweils. Die Stadt Karben kümmert sich um die Pflege des Areals.

## Inschrift
Die eingemeißelte Inschrift auf dem Obelisk lautet:
HIER SPRACH ZUM VOLKE
Robert Blum
MITGLIED DER DEUTSCHEN
NATIONALVERSAMMLUNG.
AM 9. JULI 1848
GEB. ZU KÖLN AM 10. NOV. 1807.
STANDRECHTLICH ERSCHOSSEN
ZU WIEN AM 9. NOV. 1848